# Caisse d’assurance vieillesse des experts-comptables et des commissaires aux comptes
La Caisse d’assurance vieillesse des experts-comptables et des commissaires aux comptes (CAVEC) est la caisse de retraite française des experts-comptables et des commissaires aux comptes.

## Histoire
Elle est une des 10 sections représentée dans la Caisse nationale d'assurance vieillesse des professions libérales (CNAVPL).
La CAVEC gère trois régimes principaux : la retraite de base, dont la cotisation repose sur deux tranches proportionnelles aux revenus de l'année « N-2 », la retraite complémentaire et l'invalidité-décès.

## Liens
- Site officiel